# Det Danske Institut i Rom
Det danske institut i Rom er en selvejende institution under Kulturministeriet. Det blev oprettet i 1956 i Palazzo Primoli i Via Zanardelli og har efter 1967 haft til huse i en gul murstensbygning, tegnet af Kay Fisker og skænket af Carlsbergfondet, på Via Omero i Valle Giulia i udkanten af parken Villa Borghese.
Dronning Ingrid der var ærespræsident i Instituttet, stiftede i 1959 Dronning Ingrids Romerske Fond, som stiller halvårlige beløb til rådighed for institutets bestyrelse.
Den daglige ledelse af instituttet varetages af en direktør sammen med en amanuensis.
Instituttets formål er forskning og studier først og fremmest indenfor områderne arkæologi, filologi, historie, billedkunst, arkitektur og musik.

## Ekstern henvisning
- Instituttets hjemmeside Arkiveret 7. februar 2016 hos  Wayback Machine

41°55′01″N 12°28′40″Ø / 41.916881°N 12.477811°Ø